# Catananche
Catananche is een geslacht uit de composietenfamilie (Asteraceae). De soorten komt voor in het mediterrane gebied, waar ze aangetroffen worden in droge graslanden.

## Soorten
- Catananche arenaria Coss. & Durieu
- Catananche caerulea L.
- Catananche caespitosa Desf.
- Catananche lutea L.
- Catananche montana Coss. & Durieu